# Maximilian: a Play in Five Acts (Masters)

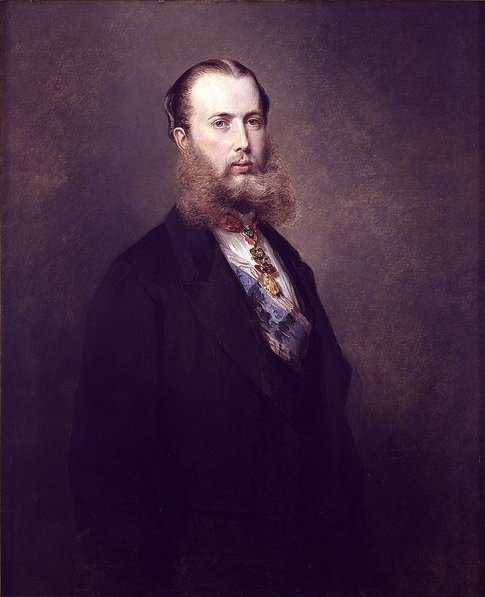
Maksymilian I

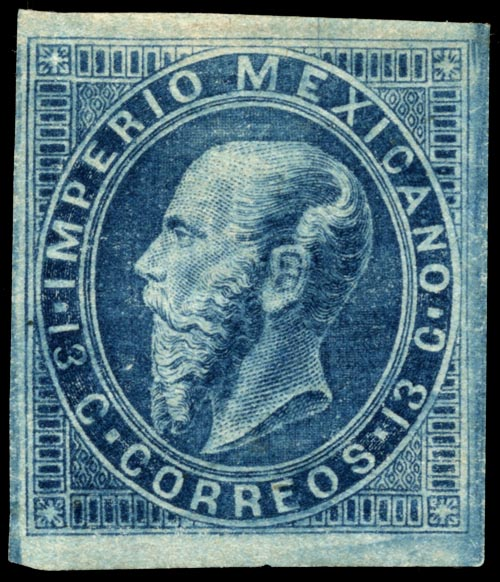
Wizerunek cesarza Maksymiliana na meksykańskim znaczku pocztowym z 1866

Maximilian: a Play in Five Acts – sztuka teatralna amerykańskiego prozaika, poety i dramaturga Edgara Lee Mastersa, opublikowana w Bostonie w 1902 nakładem oficyny Richarda G. Badgera. Bohaterem dramatu jest Maksymilian I, arcyksiążę Austrii i cesarz Meksyku, brat cesarza Franciszka Józefa I. Arcyksiążę przy poparciu Austrii i Francji na krótko przejął władzę w Meksyku, ale napotkał silną opozycję i został stracony. W wyprawie Maksymiliana uczestniczyli także Polacy, przeważnie powstańcy styczniowi, którzy przedostali się na terytorium austriackie i zostali tam internowani, a następnie wcieleni do oddziałów interwencyjnych pod groźbą deportacji do Imperium Rosyjskiego. Sztuka jest napisana wierszem białym (blank verse), tradycyjnie wykorzystywanym w dramaturgii literatur anglojęzycznych od XVI wieku. Składa się z pięciu aktów. Masters wykorzystał też grę słów: It is as palpable and plain to view/As on the day the plebiscite was taken i aliterację: For as the death of Caesar fired the soul/Of tyranny which lurked for the occasion,/So liberty did lave her quickened hands/In Lincoln's blood.

What is a life of war and politics?
It is the school that brings the heart good humor
After it learns that all men lie and plunder.
Yes, by my sword that even government
Cements these stones with blood and gold together.
'Tis I, a monocrat, that tell you this,
Just as I feel the warm, fraternal blood
Spread with a glow of friendship o'er my face.
A monocrat! For monarchy's the best
It is no hypocrite like all republics:
They are a lie within a lie; at last
The shell of falsehood bursts and falls away
And lo an empire spreads its brilliant wings.
For lust of money, man's unconquered lust
In any clime and under any law
Will build a favored class. Ye common tribe
To work, to work, support the king and priest!